# Evelyn Hanack
Evelyn Hanack (... – Roma, 29 novembre 2021) è stata una showgirl, ballerina e coreografa tedesca naturalizzata italiana.

## Biografia
Nata in Germania, si diploma a Berlino e inizia la carriera di ballerina a Lipsia, Copenaghen, Francoforte, Milano e Roma. In Italia, partecipa dapprima come showgirl in una serie di programmi televisivi (Il poeta e il contadino con Cochi e Renato nel 1973 e soprattutto la seconda edizione di Sim Salabim nel 1974 con Silvan e Mac Ronay) dove ebbe una certa popolarità.
Lavorò anche come ballerina e coreografa in diversi teatri italiani (tra cui il Teatro Sistina e il Teatro dell'Opera di Roma), in molti programmi televisivi e in alcuni film con la compagnia Il Bagaglino. Come cantante incise due 45 giri tra il 1977 e il 1978.

## Filmografia

### Cinema
- Corruzione al palazzo di giustizia, regia di Marcello Aliprandi (1974)
- Tutti a squola, regia di Pier Francesco Pingitore (1979)
- White Pop Jesus, regia di Luigi Petrini (1980)

### Televisione
- Dal primo momento che ti ho visto, regia di Vito Molinari (1976) – varietà sceneggiato
- La palestra, regia di Pier Francesco Pingitore (2003) – film TV
- Imperia, la grande cortigiana, regia di Pier Francesco Pingitore (2005) – film TV

## Programmi televisivi
- C'era una volta Roma (1979)
- Scacco matto (1980)
- Crème Caramel (1991-1992)
- Saluti e baci (1993)
- Beato tra le donne (1994-2000)

## Discografia
- 1977 – Tamarindo/Shabalì Shabalà (Real Music REAN 14017)
- 1978 – Pornography/Love can be all (Philips 6025 196)